# Valhalla
Valhalla (tiếng Bắc Âu cổ: Valhöll, nghĩa là "cung điện của những người tử trận") là một trong những lâu đài của Odin trong thần thoại Bắc Âu, nơi ở của những chiến sĩ hy sinh một cách anh dũng ngoài mặt trận (gọi là các Einherjar). Họ được Bragi chào đón và được các Valkyrie đưa về Valhalla. Cổng chính của Valhalla có tên là Valgrind được miêu tả trong phần Grímnismál của sử thi Edda như là "cánh cổng thiêng" và "không ai biết nó được khóa như thế nào". Ngoài ra cung điện này còn có năm trăm bốn mươi cửa và có phòng đủ rộng để tám trăm chiến binh dàn hàng ngang. Tường của Valhalla kết bằng giáo, mái lợp bằng khiên và chỗ ngồi làm bằng những tấm giáp che ngực. Người ta nói rằng có đủ chỗ cho tất cả các chiến binh được chọn. Hằng ngày, những vị anh hùng tử trận, những người sẽ chiến đấu cạnh các vị thần trong trận chiến cuối cùng Ragnarök, tập trận trên các cánh đồng của Asgard. Tối đến họ yến tiệc ở Valhalla với lợn rừng quay và mead (một loại rượu làm từ mật ong). Những người không đến Valhalla phải về Helheim, xứ sở của người chết thuộc âm cung Niflheim hoặc một số nơi khác. Ví dụ những người chết ở biển sẽ được đưa về lâu đài của Aesir dưới đáy biển. 

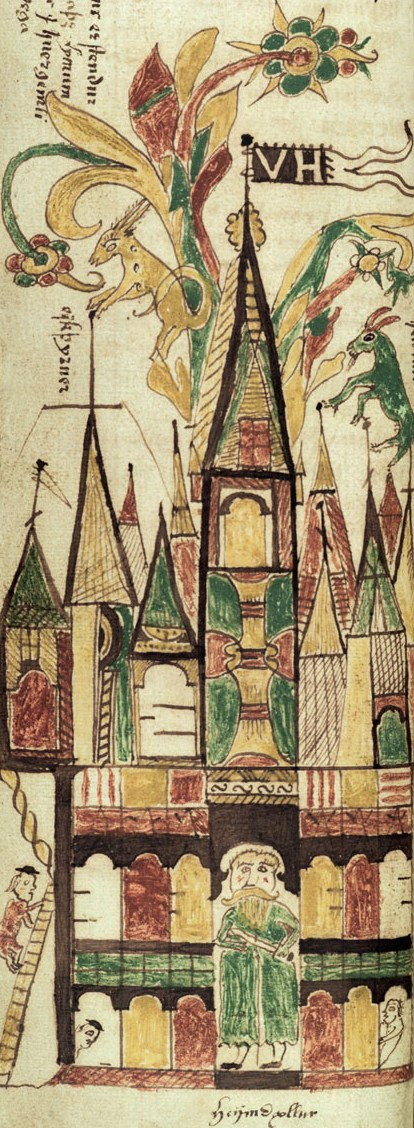
Tranh vẽ về Valhalla trong nghệ thuật Iceland thế kỷ 17

Từ Valhalla thật ra là sự chuyển sai của từ Valhöll trong tiếng Bắc Âu cổ sang tiếng Anh (Valhalla là từ số nhiều trong khi Valhöll là từ số ít). Dạng đúng là Valhall nhưng Valhalla vẫn được biết đến nhiều hơn.